# Gary White (lekkoatleta)
Gary White (ur. 16 czerwca 1985 w Skegness) – brytyjski lekkoatleta, trójskoczek.
Młodzieżowy mistrz Europy z Debreczyna (2007), na tych zawodach ustanowił aktualny rekord życiowy – 16,33 m.